# Estação Ferroviária de Uxes
A Estação Ferroviária de Uxes é uma interface ferroviária da Linha Zamora-Corunha e do Eixo Atlântico de Alta Velocidade, que serve a localidade de Uxes, no concelho de Arteixo, na Galiza.